# Kartause La Valsainte

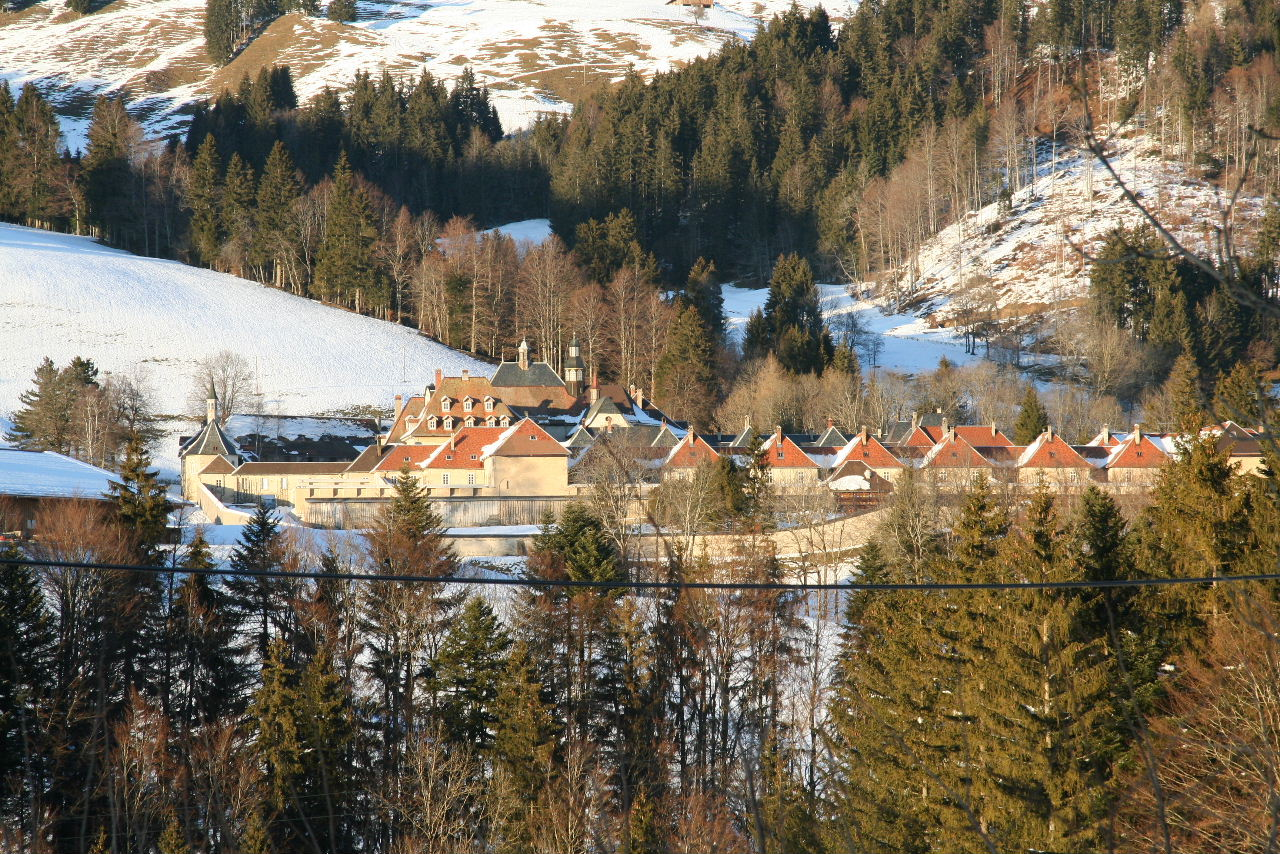
Kartause La Valsainte

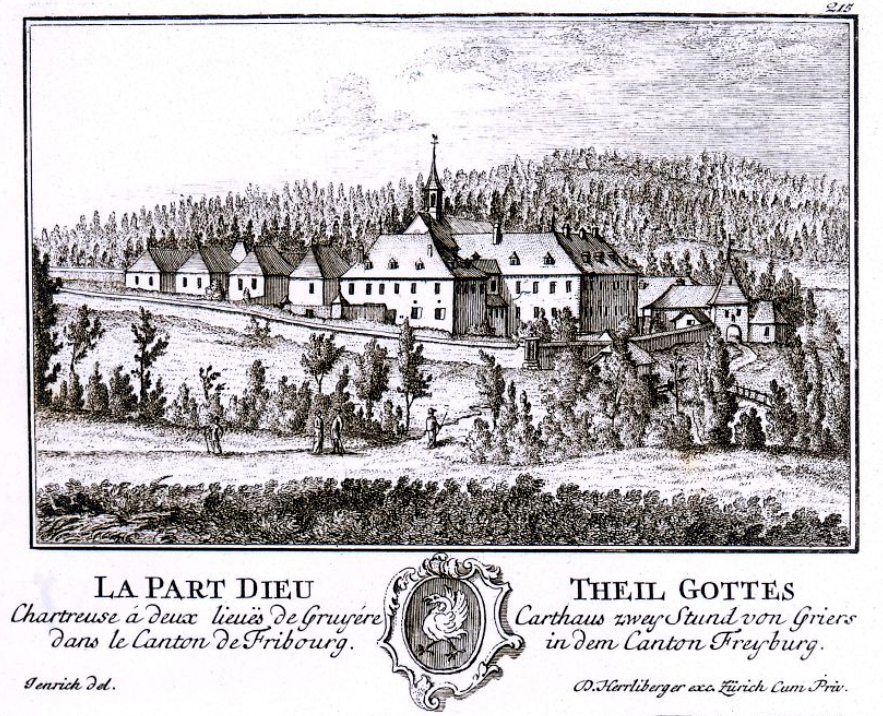
Die Kartause Valsainte, Stich von David Herrliberger, 1758

Die Kartause La Valsainte ist die einzige bestehende Kartause in der Schweiz. Sie liegt bei Cerniat, auf dem Gemeindegebiet von Val-de-Charmey im Kanton Freiburg. Das Kloster kann seit 1976 nicht mehr besucht werden.

## Geschichte

Flugaufnahme von Walter Mittelholzer (1925)

Gegründet wurde die Kartause La Valsainte 1295 von Girard I. und Girard II. von Corbières. Die Kartause erhielt zahlreiche Schenkungen der Stifter und kam Ende des 14. Jahrhunderts unter savoyische Herrschaft. Ab 1454 gehörte das Kloster zur Grafschaft Greyerz und wurde bei deren Aufteilung 1553 Freiburg zugesprochen. 1778 wurde La Valsainte mit Billigung des Papstes aufgehoben. Die Güter des Klosters gingen an das Bistum Lausanne. Die Mönche siedelten nach der Aufhebung in die Kartause La Part-Dieu bei Bulle über.
Von 1791 bis 1798 wurde das Kloster von Trappisten bewohnt, die wegen der Französischen Revolution aus Frankreich geflohen waren. Von 1818 bis 1824 lebten Redemptoristen in La Valsainte. Anschliessend wurde das Kloster verkauft und bis auf den Fassadentrakt von 1729 zerstört. 1861 erwarben die Kartäuser von La Part-Dieu das Kloster zurück und bauten die Kartause wieder auf.
Der Einsturz von Teilen der Klostermauer im Jahr 2000 machte auf die schwierigen Untergrundverhältnisse aufmerksam, die eine gründliche Sanierung erforderten. Ein Teil der Zellen auf der Südseite, die seit Jahren nicht mehr benutzt waren – sie waren erst Anfang des 20. Jahrhunderts errichtet worden –, wurde abgebrochen. Der Untergrund wurde saniert und das Kloster in einen baulichen Zustand gebracht, der die weitere Existenz des Klosters in seiner bisherigen Form sichert. Die Massnahmen wurden im September 2008 abgeschlossen.